# Champeau-en-Morvan
Champeau-en-Morvan este o comună în departamentul Côte-d'Or, Franța. În 2009 avea o populație de 248 de locuitori.

## Evoluția populației
| An        | 1975 | 1982 | 1990 | 1999 | 2006 | 2009 |
| --------- | ---- | ---- | ---- | ---- | ---- | ---- |
| Populație | 305  | 276  | 280  | 237  | 249  | 248  |